# Grube Georg Forster
Die Grube Georg Forster, benannt nach dem Naturforscher Georg Forster, war eine Buntmetallerz-Grube des Bensberger Erzreviers in Bergisch Gladbach. Das Gelände gehört zum Stadtteil Herkenrath. Im Volksmund hatte sie von jeher den Namen „Uranus“. 

## Lage
In der Umgebung von Volbach und Untervolbach erstreckte sich das Grubenfeld Georg Forster. Die Relikte des alten Betriebspunktes auf dem Uranusgang sieht man etwa 150 m östlich von dem Haus Untervolbach 73c in einem sehr schwer zugänglichen Gelände. Es liegt am Fuß der großen Maschinenschachthalde und geht bis an den Volbach heran. Auf der ehemaligen Maschinenschachthalde hat man inzwischen Wohnhäuser errichtet. 

## Geschichte
Die Grube Georg Forster war am 30. Juni 1855 auf Blei- und Zinkerze auf dem so genannten Uranusgang verliehen worden. Dieser Gang verlief ungefähr in südöstlicher Richtung. Am 28. November 1879 wurde das Grubenfeld Georg Forster mit der Grube Berzelius unter gleichzeitiger Umbenennung in den einheitlichen Namen Grube Berzelius konsolidiert. Im März 1924 kam es auf den Gruben Georg Forster und Berzelius zu einem Streik, weil man höhere Löhne durchsetzen wollte. Am 24. Juni 1924 wandte sich der Grubenbetreiber mit einem Antrag auf Gewährung von monatlichen staatlichen Zuschüssen zu den Grubenbetriebskosten an den Preußischen Minister für Handel und Gewerbe. Der ablehnende Bescheid kam mit Datum vom 9. Februar 1924. Das bedeutete das Ende für die Grube Berzelius. So erfolgte Ende Juli 1924 die Stilllegung.  Offiziell gilt allerdings der 1. August 1924 als Tag der Schließung des Grubenbetriebs. Die Grube Georg Forster, auf der man zuletzt noch eine 190-m-Sohle eingerichtet hatte, wurde anschließend auf der 130-m-Sohle durch einen Betondamm gegen das Wasser aus der Grube Berzelius abgeschottet, weil man die Wiederaufnahme des Betriebes offenlassen wollte. Eine Wiedereröffnung hat es aber nicht mehr gegeben.

## Schachtanlage
In Anbetracht, dass man die Grube zu einem späteren Zeitpunkt wieder in Betrieb nehmen wollte, wurde der Schacht seinerzeit nicht verfüllt. Vielmehr deckelte man ihn lediglich mit Steinen und Beton ab und verschloss ihn mit Erdreich. Derartige Schächte waren in den letzten Jahren mehrfach in der Umgebung eingebrochen. Ein solches Unglück befürchtete man auch hier. Aus diesem Grunde begann man im August 2017 damit, den Schacht mit Betonschlämmen aus der tiefsten Tiefe zu verfüllen. Voraussichtlich werden diese Arbeiten bis zu einem Jahr Zeit in Anspruch nehmen.